# 요시다 요
요시다 요(일본어: 吉田 羊, 1974년 2월 3일~)는 일본의 배우이다. 후쿠오카현 구루메시 출신이다.

## 출연 작품

### 영화
- 2023년 극장판 이치케이의 까마귀 - 고바야카와 에츠코 역
- 2023년 크레이지 크루즈 - 야부치 하츠미 역